# 守田俊介
守田 俊介（もりた しゅんすけ、1975年8月12日 - ）は、京都府宇治市出身の競艇選手。登録番号3721。旧姓は中川 俊介（デビュー時は中川姓であったが後に両親が離婚したため、母方の守田姓を名乗った）。
最終学歴は京都府立久御山高等学校中途退学。
京都府に長年在住していたが、再婚までに滋賀県に転居した。

## 来歴
- 1994年5月11日、琵琶湖競艇場でデビュー。
- 1994年9月11日、福岡競艇場で初勝利。
- 2003年2月20日、琵琶湖競艇場での「G1第46回近畿地区選手権」でG1初優勝。
- 2008年7月21日、琵琶湖競艇場で通算1,000勝達成。
- 2014年2月28日、若松競艇場での一般戦第6Rにて通算1,500勝達成。[2]
- 2015年10月25日、浜名湖競艇場でのSG第62回ボートレースダービーでインからST.06のトップスタートを決めてSG初優勝を飾った。なお、翌11月、優勝賞金の3500万円全額を日本財団・東日本大震災支援基金を通じて寄付した[3][4][5]。
- 2018年10月28日、蒲郡競艇場でのSG第65回ボートレースダービーでSG2つ目の優勝を飾った[1]。
- 2019年9月20日、多摩川競艇場での一般戦で優勝。全24場制覇と通算100優勝を同時に達成。

## エピソード
- 同期に花田和明、立間充宏、辻栄蔵、本部めぐみ（旧姓:西村）らがいる[1]。
- ニックネームは「きもりやん」である。その由来は、趣味であるパソコンを使ってのコラージュ画像[6]を作ることに没頭している守田の姿を見た同支部の北中元樹が、「きもい守田」という意味を込めて「きもりた」と呼び始め、次第に「きもりやん」と呼ばれるようになったからだという。
- デビューから2年10ヶ月でSGに出場したり、4ヶ月の長期欠場明け緒戦でも優勝したりする[7]など天才肌の選手として知られている。一般戦では圧倒的な強さを見せるものの、SGや記念レースでは苦戦することが多い。2015年の全日本選手権競走の優勝インタビューでは、整備が不得意であるということを否定し、「適当にやってバチっと合わせる『適当力』が凄いだけだ」と語った。
- 2015年のSG第62回ボートレースダービーで優勝した際には、東日本大震災の復興支援を目的に優勝賞金3,500万円の全額を日本財団へ寄付。福島県立ふたば未来学園の生徒と住民の交流を深める地域協働スペース「双葉みらいラボ」開所資金に充てられた[8]。
- かつては同じボートレーサーの三上陽子と結婚するも後に離婚。その後2019年8月8日に現役ボートレーサー森田太陽と入籍して再婚[9][10]。19歳差のWもりた婚であった。直前の8月1日付で森田は福岡支部から滋賀支部に移籍。なお、前妻の三上はボートレーサーの萩原秀人と再婚している。
- 2020年3月に『ボートの時間!』（サンテレビ）に出演した際に、同時点での本Wikipedia記事の信憑性について検証する企画が行われ、「『きもりやん』は本当だが、『プロペラやモーターの整備が苦手』というのは嘘」とコメントしている[11]。
- 2022年のBOAT RACE振興会のCMシリーズ「アイアム ア ボートレーサー」編において、吹越満扮する「ガリコシ」の異名を持つベテラン選手のモデルとなった[12][9]。なお、本人は「なにもこんな話（＝減量食として大量のガリを食べている話。後述）を採用せんでもええんちゃうかと思った」とコメントしている[9]。

### 回転寿司関連
- 無類の回転寿司好き（守田曰く「ローリングシースー」）であり、ブログでもたびたび回転寿司店を訪れている様子をアップしている。
  - 好物はガリであるという。2015年全日本選手権競走の選手紹介式では、自らを「無色透明なガリ」だとコメントした。その真意は選考順位52位での「繰り上がり」出場であった自分自身と「無色透明なガリ＝クリアガリ」とをかけた謎かけであった[13]。
  - レースに出場していない時は自宅近くのかっぱ寿司にほぼ毎日通うほどの常連[14]。減量のためにガリを食べることも多いため、ファンの間では「ガリ田さん」と呼ばれる[14]。あまりにもガリを大量に食べているため、本人は「かっぱ寿司・くら寿司・スシローで、目隠ししてガリを食べてどこの店のガリか当てられる（効きガリができる）」と豪語している[15]。

## SG・G1・G2優勝歴

### SG
- 第62回全日本選手権競走（2015年10月25日・浜名湖競艇場）
- 第65回全日本選手権競走（2018年10月28日・蒲郡競艇場）

### G1
- 第46回近畿地区選手権（2003年2月20日・琵琶湖競艇場）
- オールジャパン竹島特別 開設54周年記念（2009年5月17日・蒲郡競艇場）
- 開設61周年記念 びわこ大賞（2014年3月9日・琵琶湖競艇場）
- 開設66周年記念 びわこ大賞（2018年9月17日・琵琶湖競艇場）

### G2
- 第50回 秩父宮妃記念杯（2006年8月25日・びわこ競艇場）
- モーターボート大賞〜昭和ＶＳ平成〜（2020年9月26日・常滑競艇場）
- ボートレース発祥地記念　第29回モーターボート誕生祭（2025年7月20日・大村競艇場）